# Гильом IX (герцог Аквитании)
Гильом (Гильем, Гийом, Вильгельм) IX Трубадур (окс. Guilhem IX le Troubadour de Peiteus d'Aquitaine , фр. Guillaume IX le Troubadour; 22 октября 1071—10 февраля 1126) — граф Пуатье (Гильом VII) и герцог Аквитании, прадед Ричарда I Львиное Сердце, «первый трубадур» Прованса. Иногда его называют Франсуа Вийоном XII в.

## Биография
Родился 22 октября 1071 года. Сын Гильома VIII Аквитанского и его третьей жены, Хильдегарды Бургундской. Рождение наследника стало причиной большого праздника при аквитанском дворе, но он считался незаконнорождённым из-за предыдущих разводов отца и кровного родства между родителями. Вскоре Гильом VIII совершил паломничество в Рим и добился папского утверждения своего третьего брака и легитимизации наследника.
Гильом унаследовал герцогство в возрасте пятнадцати лет после смерти отца. В 1088 году в возрасте шестнадцати лет Гильом женился на дочери Фулька IV Ирменгарде, по общему мнению, красивой и хорошо образованной женщине. Но Ирменгарда была неуравновешенной, капризной, легко переходившей от радости к унынию. Она могла после супружеской ссоры удалиться в монастырь, потом, как ни в чём ни бывало, внезапно появиться при дворе. Так как она была неспособна зачать ребёнка, Гильом отправил её к отцу в 1091 году и расторг брак.
В 1094 году Гильом женился на Филиппе, дочери графа Тулузы Гильома IV и Эммы де Мортен.
В 1095 году Гильом пригласил папу Урбана II провести Рождество при его дворе. Папа призвал его принять участие в первом крестовом походе, но Гильом был более заинтересован в использовании отсутствия участника похода Раймунда IV Тулузского, дяди Филиппы, его жены. Гильом захватил Тулузу в 1098 году, за это ему грозило отлучение от церкви. Отчасти из-за желания примириться с церковными властями, а отчасти из желания увидеть мир, он принял участие в Крестовом походе 1101 года. Для того, чтобы получить средства на это предприятие, Гильом был вынужден заложить Тулузу графу Бертрану, сыну Раймунда IV.
Гильом прибыл в Святую землю через Германию, Балканы и Константинополь в 1101 году и оставался там до следующего года. Он участвовал в основных сражениях в Анатолии и часто терпел поражения. В начале сентября 1101 года его воины попали в засаду, подстроенную султаном Иконии Кылыч-Арсланом I, были окружены и разбиты при Гераклее. Сопровождавшая их маркграфиня Ида Австрийская исчезла. Гильом едва спасся, и, согласно сообщению Ордерика Виталия, прибыл в Антиохию с шестью людьми свиты.
В 1104 году Гильом оказал поддержку бенедиктинскому аббатству Фонтевро. Основное строительство в монастыре велось в 1110—1119 годах. В 1110 году, в период малолетства Альфонса Иордана, троюродного брата Филиппы, Гильом IX опять захватил земли графства Тулуза, но после десятилетней войны в 1120 году вынужден был от них отказаться.
У Гильома IX были частые стычки с дядей анжуйским графом Фульком IV Богатым или Угрюмым и его сыном Фульком V Молодым (1092—1144), родственниками первой жены.
Гильом два раза отлучался от церкви и оба раза возвращался в её лоно. Первый раз он был отлучён в 1114 году по подозрению в нарушении церковных налоговых льгот. Когда епископ Пуатье Пьер произносил анафему герцогу, тот вынул меч и с руганью пообещал убить его, если не получит отпущения грехов. Епископ, склонив голову, завершил чтение. По свидетельству современников, Гильом почти готов был нанести удар, но передумал, сказав: «Я ненавижу вас настолько, что не хочу отправлять в рай».
Во второй раз Гильом был отлучён за похищение виконтессы Амальберги (Данжеросса — Опасная) де Л’Иль-Бушар, жены своего вассала Эмери I де Шательро, виконта де Шательро. Похищение было совершено при полном согласии дамы. Гильом поселил её в башне Мальбергион в своём замке в Пуатье (отсюда виконтесса получила имя Ла Мальбергион), а её портрет приказал нарисовать на своём щите.
```
- О Друзья, навек утратил я покой:
Как мне спеть о горе дамы, что с мольбой
Просит защитить от стражей, посланных рукою злой.

Честь и совесть не закон им – звук пустой,
Был бы стражей тех любезней пес цепной –
Ведь когда один задремлет, даму стережет другой.

Так они её неволят день-деньской:
Ступит шаг – они поднимут крик такой,
Будто праздный двор французский скачет шумною толпой.

Я хочу вам, стражи, дать совет простой
(И словам моим не внемлет лишь глухой):
Не старайтесь понапрасну, не поможет вам разбой.

Я не видел в мире дамы молодой,
Что могли б сдержать засовы со скобой.
Если путь прямой заказан, путь найдет она кривой.
```

Жена Гильома Филиппа прибегла к помощи папского легата, но герцог наотрез отказался расстаться с любовницей. Униженная Филиппа удалилась в 1116 году в аббатство Фонтевро, где находилась также первая жена Гильома Ирменгарда Анжуйская. 28 ноября 1118 года Филиппа скончалась в аббатстве Фонтевро.
Отношения между герцогом и его сыном Гильомом также были напряжёнными. Но маловероятно, что это был результат ссоры Гильома IX с женой из-за виконтессы, и что младший Гильом поднял восстание против отца, как утверждал Ральф де Дисето. Другие источники категорически отвергают подобное предположение. Ральф де Дисето сообщает, что восстание началось в 1113 году, когда будущему Гильому X было тринадцать лет, а связь его отца с Данжероссой ещё не началась. Отец и сын помирились после заключения в 1121 году брака между молодым Гильомом и Аенор де Шательро, дочери Данжероссы от Эмери I, виконта де Шательро.
После смерти Филиппы Ирменгарда прибыла ко двору Пуатье, заявив, что именно она является герцогиней Аквитанской. Предположительно это была месть за жестокое обращение мужа. В октябре 1119 года она обратилась к папе Каликсту II, потребовав нового отлучения для Гильома, изгнания Данжероссы из герцогского дворца и восстановления себя в правах законной жены. Папа отказался удовлетворить её притязания, однако Ирменгарда ещё несколько лет докучала Гильому.
С 1119 по 1123 год Гильом в союзе с королём Арагона Альфонсо I и племянником по сестре воевал против сарацин, отстаивая новую столицу Сарагосу. Между 1120 и 1123 годами Гильом вступил в союз с Королевством Кастилии и Леона. Аквитанские войска воевали с кастильцами за взятие Кордовы. 
Гильом имел репутацию посредственного государственного деятеля. Возможно, что при таком образе жизни только протекция троюродного брата — папы Каликста II способствовала снятию второго церковного отлучения с Гильома IX.
Похоронен в соборе Монтьернёф города Пуатье.

## Брак и дети
1-я жена с 1089, развод в 1090: Ирменгарда Анжуйская (1068—1 июня 1146), дочь Фулька IV, графа Анжу.
2-я жена с 1094, развод в 1115: Филиппа Тулузская (ум. 28 ноября 1117), дочь Гильома IV, графа Тулузы. Дети:
- Гильом X Святой (1099—9 апреля 1137), герцог Аквитании и граф Пуатье с 1026
- Раймунд де Пуатье (1099/1115, Аквитания — 29 июня 1149), князь Антиохии по праву жены с 1136 года
- Агнесса; 1-й муж с 1117 года — Эмери V (ум. 1127), виконт де Туар; 2-й муж с 1135 год а — Рамиро II Монах (1075 — 16 августа 1157), король Арагона
- Филиппа; муж — Элия IV де Талейран (ум. после 1131), граф де Перигор
- ещё три дочери

Внебрачная связь: Амальберга (Данжеросса) де Л’Иль-Бушар, жена Эмери I де Шательро, виконта де Шательро. Дети:
- Генрих де Пуатье (ум. после 1132), епископ Суассона
- Аделаида де Пуатье; муж — Рауль де Фай
- Сибилла де Пуатье (ум. ок. 1134), аббатиса Сента

## Творчество
```
- Не знаю, под какой звездой
Рожден: ни добрый я, ни злой,
Ни всех любимец, ни изгой,
Но все в зачатке;
Я феей одарен ночной
В глухом распадке.
```

Хронологически первый из известных провансальских трубадуров, Гильом Аквитанский считается родоначальником не только провансальской, но и европейской поэзии. А. Г. Найман цитировал Жизнеописание трубадура XIII века: «Граф Пуатье был одним из самых куртуазных людей на свете, и одним из самых великих обманщиков дам, и был он добрым рыцарем, галантным и щедрым; и хорошо сочинял и пел…».
До нас дошло одиннадцать текстов песен, написанных трубадуром на языке ок: шесть озорных кансон, четыре куртуазных кансоны и стоящая особняком «покаянная песнь». Знакомство Гильома IX с арабской поэтической традицией во время крестового похода обусловило появление рифм и сложной строфики, а также неизвестных античной литературе некоторых тем любовной поэзии. Исследователи творчества Гильома Аквитанского отмечают поэтическое совершенство стихов и их яркую индивидуальность.